# Axonopus cuatrecasasii
Axonopus cuatrecasasii är en gräsart som beskrevs av George Alexander Black. Axonopus cuatrecasasii ingår i släktet Axonopus och familjen gräs. Inga underarter finns listade i Catalogue of Life.